# Gran Premio de Finlandia de Motociclismo de 1978
El Gran Premio de Finlandia de Motociclismo de 1978 fue la novena prueba de la temporada 1978 del Campeonato Mundial de Motociclismo. El Gran Premio se disputó el 30 de julio de 1978 en el Circuito de Imatra.

## Resultados 500cc
El duelo más esperado de la categoría, el que tenía que enfrentar al británico Barry Sheene y Kenny Roberts se tuvo que posponer. Ambos corredores tuvieron que abandonar. De estos abandonos, se aprovechó el holandés Wil Hartog que conseguía la segunda victoria de la temporada.
| 1        | Wil Hartog        | Suzuki        | 45' 44" 1  | 15 |
| 2        | Takazumi Katayama | Yamaha        | +4" 8      | 12 |
| 3        | Johnny Cecotto    | Yamaha        | +11" 4     | 10 |
| 4        | Teuvo Länsivuori  | Suzuki        | +43" 7     | 8  |
| 5        | Steve Parrish     | Suzuki        | +58" 4     | 6  |
| 6        | Steve Baker       | Suzuki        | +1' 04" 7  | 5  |
| 7        | Boet van Dulmen   | Suzuki        | +1' 11" 7  | 4  |
| 8        | Jürgen Steiner    | Suzuki        | +1' 23" 3  | 3  |
| 9        | Graziano Rossi    | Suzuki        | +2' 27" 1  | 2  |
| 10       | Bruno Kneubühler  | Suzuki        | +1 Vuelta  | 1  |
| 11       | Clive Padgett     | Yamaha        | +1 Vuelta  |    |
| 12       | Max Wiener        | Suzuki        | +1 Vuelta  |    |
| 13       | Dick Alblas       | Suzuki        | +1 Vuelta  |    |
| 14       | Gerhard Vogt      | Yamaha        | +1 Vuelta  |    |
| 15       | Børge Nielsen     | Suzuki        | +1 Vuelta  |    |
| 16       | Ilkka Jaakkola    | Yamaha        | +2 Vueltas |    |
| Ret      | Bosse Granath     | Suzuki        | Ret        |    |
| Ret      | Dennis Ireland    | Suzuki        | Ret        |    |
| Ret      | Markku Matikainen | Suzuki        | Ret        |    |
| Ret      | Franz Rau         | Suzuki        | Ret        |    |
| Ret      | Barry Sheene      | Suzuki        | Ret        |    |
| Ret      | Alex George       | Suzuki        | Ret        |    |
| Ret      | Walter Hoffman    | Suzuki        | Ret        |    |
| Ret      | Marco Lucchinelli | Suzuki-Cagiva | Ret        |    |
| Ret      | Michel Rougerie   | Suzuki        | Ret        |    |
| Ret      | Lars Johansson    | Yamaha        | Ret        |    |
| Ret      | Pentti Lehtelä    | Yamaha        | Ret        |    |
| Ret      | Leslie van Breda  | Suzuki        | Ret        |    |
| Ret      | John Woodley      | Suzuki        | Ret        |    |
| Ret      | Timo Haarala      | Suzuki        | Ret        |    |
| Ret      | Kenny Roberts     | Yamaha        | Ret        |    |
| Ret      | Virginio Ferrari  | Suzuki        | Ret        |    |
| Sources: |                   |               |            |    |

## Resultados 350cc
Dominio de las Kawasaki con un intratable Kork Ballington ganando de forma destcada. Ni Jon Ekerold ni Walter Villa tuvieron suerte con sus nuevas máquinas. El japonés Takazumi Katayama fue segundo y el norirlandés Tom Herron, tercero.
| Pos. | Piloto                 | Equipo          | Tiempo    | Pts. |
| ---- | ---------------------- | --------------- | --------- | ---- |
| 1    | Kork Ballington        | Kawasaki        | 45' 33" 2 | 15   |
| 2    | Takazumi Katayama      | Yamaha          | +3" 2     | 12   |
| 3    | Tom Herron             | Yamaha          | +35" 8    | 10   |
| 4    | Vic Soussan            | Yamaha          | +36" 9    | 8    |
| 5    | Jon Ekerold            | Yamaha          | +44" 7    | 6    |
| 6    | Guy Bertin             | Yamaha          | +49" 0    | 5    |
| 7    | Michel Rougerie        | Yamaha          | +50" 7    | 4    |
| 8    | Olivier Chevallier     | Yamaha          | +1' 10" 4 | 3    |
| 9    | Paolo Pileri           | Morbidelli      | +1' 10" 8 | 2    |
| 10   | Eero Hyvärinen         | Yamaha          | +1' 12" 2 | 1    |
| 11   | Bruno Kneubühler       | Yamaha          | +1' 35" 8 |      |
| 12   | Michel Frutschi        | Yamaha          | +1' 45" 8 |      |
| 13   | Seppo Rossi            | Yamaha          | +2' 09" 8 |      |
| 14   | Reino Eskelinen        | Yamaha          | +2' 22" 4 |      |
| 15   | Leslie van Breda       | Yamaha          | +1 Vuelta |      |
| Ret  | Gregg Hansford         | Kawasaki        | Ret       |      |
| Ret  | Marco Lucchinelli      | Harley-Davidson | Ret       |      |
| Ret  | Anton Mang             | Kawasaki        | Ret       |      |
| Ret  | Patrick Fernandez      | Yamaha          | Ret       |      |
| Ret  | Patrick Pons           | Yamaha          | Ret       |      |
| Ret  | Mick Grant             | Kawasaki        | Ret       |      |
| Ret  | Pentti Korhonen        | Yamaha          | Ret       |      |
| Ret  | John Dodds             | Yamaha          | Ret       |      |
| Ret  | Maurizio Massimiani    | Yamaha          | Ret       |      |
| Ret  | Alex George            | Yamaha          | Ret       |      |
| Ret  | Christian Sarron       | Yamaha          | Ret       |      |
| Ret  | Leif Gustafsson        | Yamaha          | Ret       |      |
| Ret  | Pekka Nurmi            | Yamaha          | Ret       |      |
| Ret  | Kenny Blake            | Yamaha          | Ret       |      |
| Ret  | Roland Freymond        | Yamaha          | Ret       |      |
| Ret  | Seppo Ojala            | Yamaha          | Ret       |      |
| Ret  | Chas Mortimer          | Yamaha          | Ret       |      |
| Ret  | Bosse Granath          | Yamaha          | Ret       |      |
| Ret  | Jean-Louis Guignabodet | Yamaha          | Ret       |      |
| Ret  | Børge Nielsen          | Yamaha          | Ret       |      |

## Resultados 250cc
Kork Ballington hace doblete en este Gran Premio y se adjudica con una autoridad inaudita en esta carrera. El sudafricano se impuso con casi 30 segundos de ventaja respecto el segundo, su compañero de equipo Gregg Hasford que tuvo problemas con el motor. De esta manera, Ballington apuntala su liderazgo al frente de la clasificación general de la categoría.
| Pos. | Piloto              | Equipo        | Tiempo    | Pts. |
| ---- | ------------------- | ------------- | --------- | ---- |
| 1    | Kork Ballington     | Kawasaki      | 43' 56" 5 | 15   |
| 2    | Gregg Hansford      | Kawasaki      | +29" 2    | 12   |
| 3    | Mario Lega          | Morbidelli    | +33" 4    | 10   |
| 4    | Anton Mang          | Kawasaki      | +42" 5    | 8    |
| 5    | Paolo Pileri        | Morbidelli    | +51" 2    | 6    |
| 6    | Jean-François Baldé | Kawasaki      | +51" 5    | 5    |
| 7    | Mick Grant          | Kawasaki      | +1' 03" 7 | 4    |
| 8    | Tom Herron          | Yamaha        | +1' 04" 1 | 3    |
| 9    | John Dodds          | Yamaha        | +1' 10" 3 | 2    |
| 10   | Jon Ekerold         | Morbidelli    | +1' 30" 4 | 1    |
| 11   | Olivier Chevallier  | Yamaha        | +1' 30" 7 |      |
| 12   | Pentti Korhonen     | Yamaha        | +2' 31" 4 |      |
| 13   | Leif Gustafsson     | Yamaha        | +3' 12" 2 |      |
| 14   | Hervé Moineau       | Yamaha        | +1 Vuelta |      |
| 15   | Clive Padgett       | Yamaha        | +1 Vuelta |      |
| 16   | Roland Freymond     | Yamaha        | +1 Vuelta |      |
| 17   | Reino Eskelinen     | Yamaha        | +1 Vuelta |      |
| 18   | Sami Torvinen       | Yamaha        | +1 Vuelta |      |
| Ret  | Kenny Roberts       | Yamaha        | Ret       |      |
| Ret  | Chas Mortimer       | Maxton-Yamaha | Ret       |      |
| Ret  | Raymond Roche       | Yamaha        | Ret       |      |
| Ret  | Walter Villa        | MBA           | Ret       |      |
| Ret  | Seppo Ojala         | Yamaha        | Ret       |      |
| Ret  | Pekka Nurmi         | Yamaha        | Ret       |      |
| Ret  | Patrick Fernandez   | Yamaha        | Ret       |      |
| Ret  | Timo Pohjola        | Yamaha        | Ret       |      |
| Ret  | Seppo Kokkonen      | Yamaha        | Ret       |      |
| Ret  | Eero Hyvärinen      | Yamaha        | Ret       |      |
| Ret  | Vic Soussan         | Yamaha        | Ret       |      |
| Ret  | Bernd Tüngethal     | Yamaha        | Ret       |      |
| Ret  | Richard Hubin       | Yamaha        | Ret       |      |
| Ret  | Martti Solja        | Yamaha        | Ret       |      |
| Ret  | Seppo Rossi         | Yamaha        | Ret       |      |
| Ret  | Jussi Hautaniemi    | Kuma          | Ret       |      |
| Ret  | Hans Müller         | Yamaha        | Ret       |      |
| Ret  | Harald Bartol       | HBI           | Ret       |      |

## Resultados 125cc
Primera victoria de la temporada para el español Ángel Nieto, una cosa que se le había negado hasta ahora. El zamorano se imponía en el sprint a Eugenio Lazzarini que, debido a la retirada de Pier Paolo Bianchi se asegura prácticamente el título mundial.
| Pos. | Piloto                 | Moto       | Tiempo     | Pts. |
| ---- | ---------------------- | ---------- | ---------- | ---- |
| 1    | Ángel Nieto            | Minarelli  | 43' 55" 6  | 15   |
| 2    | Eugenio Lazzarini      | MBA        | +0" 9      | 12   |
| 3    | Harald Bartol          | Morbidelli | +56" 8     | 10   |
| 4    | Jean-Louis Guignabodet | Morbidelli | +1' 14" 3  | 8    |
| 5    | Stefan Dörflinger      | Morbidelli | +1' 19" 0  | 6    |
| 6    | Hans Müller            | Morbidelli | +1' 22" 9  | 5    |
| 7    | Thierry Espié          | Motobécane | +1' 23" 1  | 4    |
| 8    | Per-Edvard Carlsson    | Morbidelli | +1' 23" 6  | 3    |
| 9    | Walter Koschine        | Bender     | +1' 39" 3  | 2    |
| 10   | Clive Horton           | Morbidelli | +2' 01" 3  | 1    |
| 11   | Patrick Plisson        | Morbidelli | +2' 04" 5  |      |
| 12   | Thierry Noblesse       | Morbidelli | +2' 32" 3  |      |
| 13   | Patrick Hérouard       | Morbidelli | +3' 13" 1  |      |
| 14   | François Granon        | Morbidelli | +1 Vuelta  |      |
| 15   | Karl Fuchs             | Morbidelli | +1 Vuelta  |      |
| 16   | Johnny Wickström       | Morbidelli | +1 Vuelta  |      |
| 17   | Roland Olsson          | Morbidelli | +1 Vuelta  |      |
| 18   | Juhani Valaskari       | Yamaha     | +3 Vueltas |      |
| Ret  | Maurizio Massimiani    | Morbidelli | Ret        |      |
| Ret  | Pier Paolo Bianchi     | Minarelli  | Ret        |      |
| Ret  | Benga Johansson        | Morbidelli | Ret        |      |
| Ret  | Jan Ubels              | Buton      | Ret        |      |
| Ret  | August Auinger         | Morbidelli | Ret        |      |
| Ret  | Enrico Cereda          | Morbidelli | Ret        |      |
| Ret  | Matti Kinnunen         | Morbidelli | Ret        |      |
| Ret  | Auno Hakala            | Morbidelli | Ret        |      |
| Ret  | Juhani Lehtiranta      | Morbidelli | Ret        |      |
| Ret  | Leif Krigh             | Morbidelli | Ret        |      |
| Ret  | Bernd Schneider        | Bender     | Ret        |      |
| Ret  | Laurent Gomis          | Morbidelli | Ret        |      |
| Ret  | Jan Bäckström          | Maico      | Ret        |      |
| Ret  | Bennie Wilbers         | Morbidelli | Ret        |      |